# Затока Козиревського
Затока Козиревського (рос. залив Козыревского) — затока Охотського моря, вдається у східний берег острова Шумшу Північної групи Великої Курильської гряди. Територія Сєверо-Курильського міського округу Сахалінської області Російської Федерації. Названа у 1946 року на честь дослідника Курильських островів Івана Козиревського.
Глибини у середній частині — 6—7 м. У вершині затоки — село  Байково.